# Chambre régionale de commerce et d'industrie Rhône-Alpes
La chambre régionale de commerce et d'industrie Rhône-Alpes était la CCI de l'ancienne région administrative Rhône-Alpes. Le 1er janvier 2017, elle a fusionné avec la CCI Auvergne pour former la chambre de commerce et d'industrie de région Auvergne-Rhône-Alpes. 

Son siège était à Lyon.

## Mission
Elle était un organisme chargé de représenter les intérêts des entreprises commerciales, industrielles et de service de Rhône-Alpes et de leur apporter certains services. Elle mutualisait et coordonnait les efforts des 12 CCI de Rhône-Alpes.
Comme toutes les CRCI, elle était placée sous la tutelle du préfet de région représentant le ministère chargé de l'industrie et le ministère chargé des PME, du Commerce et de l'Artisanat.

### Services aux entreprises
- Création, transmission, reprise d'entreprises
- Intelligence économique
- Formation et emploi
- Services aux entreprises
- Observatoire économique régional
- Études et Information économique
- Aménagement et développement du territoire
- Environnement et développement durable
- Tourisme
- Appui aux entreprises du commerce
- Innovation Performance industrielle
- Appui à l’international
- Emploi et développement des compétences
- Développer ses marchés
- S'informer sur les aides

## CCI en faisant partie (jusqu'au 31 décembre 2016)
- chambre de commerce et d'industrie de l'Ain
- chambre de commerce et d'industrie Ardèche Méridionale
- chambre de commerce et d'industrie de la Drôme
- chambre de commerce et d'industrie de Grenoble
- chambre de commerce et d'industrie de la Haute-Savoie
- chambre de commerce et d'industrie de Lyon
- chambre de commerce et d'industrie Nord-Ardèche
- chambre de commerce et d'industrie Nord-Isère
- chambre de commerce et d'industrie du Roannais
- chambre de commerce et d'industrie de Saint-Étienne / Montbrison
- chambre de commerce et d'industrie de la Savoie
- chambre de commerce et d'industrie de Villefranche et du Beaujolais

## Historique
- 1964 : Création de la CRCI
- 2017 : Fusion pour créer la chambre de commerce et d'industrie de région Auvergne-Rhône-Alpes

## Pour approfondir